# William Blake
William Blake (Londres, 28 de novembro de 1757 – Londres, 12 de agosto de 1827) foi um poeta, pintor e tipógrafo inglês. Em grande parte não reconhecido durante sua vida, Blake é agora considerado uma figura seminal na história da poesia e das artes visuais da Era Romântica. O que ele chamou de suas "Obras Proféticas" foi dito pelo crítico do século 20, Northrop Frye, como "o que é em proporção aos seus méritos o corpo de poesia menos lido na língua inglesa". Sua arte visual levou o crítico do século 21, Jonathan Jones, a proclamá-lo "de longe o maior artista que a Grã-Bretanha já produziu". Em 2002, Blake foi colocado em 38º lugar na votação da BBC dos 100 maiores britânicos de todos os tempos. Enquanto ele viveu em Londres toda a sua vida, exceto por três anos passados em uma vila em Felpham, West Sussex, ele produziu uma coleção diversificada e simbolicamente rica de obras, que abraçavam a imaginação como "o corpo de Deus" ou "a própria existência humana".
Blake viveu num período significativo da história, marcado pelo iluminismo e pela Revolução Industrial na Inglaterra. A literatura estava no auge do que se pode chamar de clássico "augustano", uma espécie de paraíso para os conformados às convenções sociais, mas não para Blake que, nesse sentido era romântico, "enxergava o que muitos se negavam a ver: a pobreza, a injustiça social, a negatividade do poder da Igreja Anglicana e do estado".

## Infância
Blake nasceu na "28ª Broad Street", no Soho, Londres, numa família de classe média. Seu pai era um fabricante de roupas e sua mãe cuidava da educação de Blake e seus três irmãos. Logo cedo a bíblia teve uma profunda influência sobre Blake, tornando-se uma de suas maiores fontes de inspiração.
Desde muito jovem Blake dizia ter visões. A primeira delas ocorreu quando ele tinha cerca de nove anos, ao declarar ter visto anjos pendurando lantejoulas nos galhos de uma árvore. Mais tarde, num dia em que observava preparadores de feno trabalhando, Blake teve a visão de figuras angelicais caminhando entre eles.
Com pouco mais de dez anos de idade, Blake começou a estampar cópias de desenhos de antiguidades Gregas comprados por seu pai, além de escrever e ilustrar suas próprias poesias. Dentro desses desenhos, Blake encontrou sua primeira exposição às formas clássicas através do trabalho de Rafael, Michelangelo, Maarten van Heemskerck e Albrecht Dürer. O número de impressões e livros encadernados que James e Catherine conseguiram comprar para o jovem William sugere que os Blakes desfrutaram, pelo menos por um tempo, de uma riqueza confortável. Quando William tinha dez anos, seus pais sabiam o suficiente de seu temperamento obstinado, e que ele não foi enviado para a escola, mas se matriculou em aulas de desenho na escola de desenho de Pars, na Strand.  Ele leu avidamente sobre assuntos de sua própria escolha. Durante este período, Blake fez explorações em poesia; Seus primeiros trabalhos mostram o conhecimento de Ben Jonson, Edmund Spenser e os Salmos.

## Aprendizado com Basire
Em 4 de agosto de 1772, Blake tornou-se aprendiz do famoso estampador James Basire. Esse aprendizado, que estendeu-se até seus vinte e um anos, fez de Blake um profissional na arte. Segundo seus biógrafos, sua relação era harmoniosa e tranquila.
Dentre os trabalhos realizados nesta época, destaca-se a estampagem de imagens de igrejas góticas Londrinas, particularmente da igreja Westminster Abbey, onde o estilo próprio de Blake floresceu.

## Aprendizado na Academia Real Inglesa
Em 1779, Blake começou seus estudos na Academia Real Inglesa, uma respeitada instituição artística londrina. Sua bolsa de estudos permitia que não pagasse pelas aulas, contudo o material requerido nos seis anos de duração do curso deveria ser providenciado pelo aluno.
Este período foi marcado pelo desenvolvimento do caráter e das ideias artísticas de Blake, que iam de encontro às de seus professores e colegas.

## Casamento
Blake conheceu Catherine Boucher em 1782, quando ele estava se recuperando de um relacionamento que culminou em uma recusa de sua proposta de casamento. Ele contou a história de seu desgosto para Catherine e seus pais, e depois do que ele perguntou a Catherine: "Você tem pena de mim?" Quando ela respondeu afirmativamente, ele declarou: "Então eu te amo". Blake se casou com Catherine — que era cinco anos mais jovem — em 18 de agosto de 1782, na Igreja de Santa Maria, em Battersea. Analfabeta, Catherine assinou seu contrato de casamento com um X. A certidão de casamento original pode ser vista na igreja, onde um vitral comemorativo foi instalado entre 1976 e 1982.

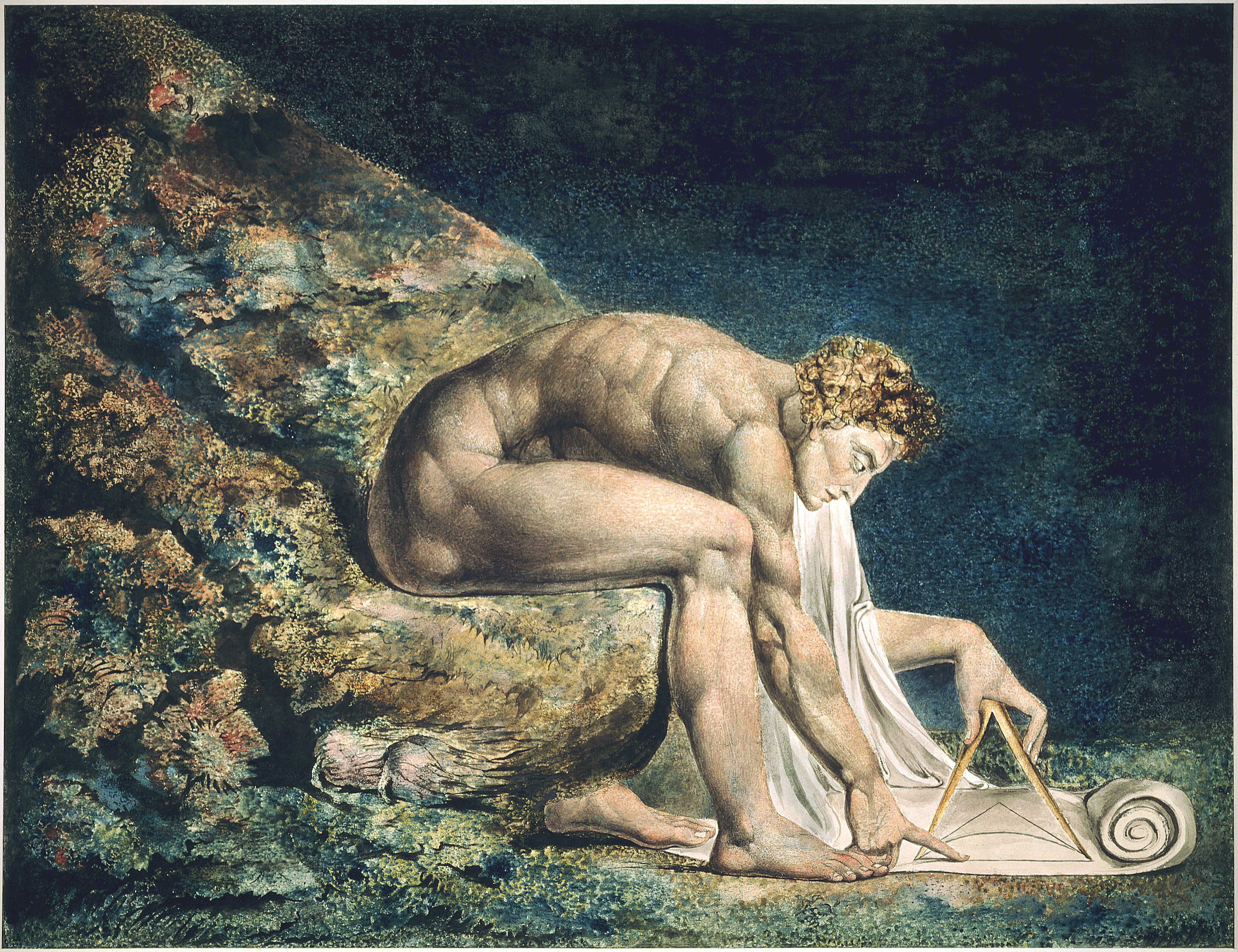
"Newton" de Blake (1795) demonstra sua oposição à "visão única" do materialismo científico: Newton fixa o olho em um compasso (lembrando Provérbios 8:27, uma passagem importante para Milton) para escrever sobre um rolo que parece projetar de sua própria cabeça.

Blake ensinou-a a ler e escrever, além de tarefas de tipografia. Catherine retribuiu ajudando Blake devotamente em seus trabalhos, durante toda sua vida.

## Trabalhos

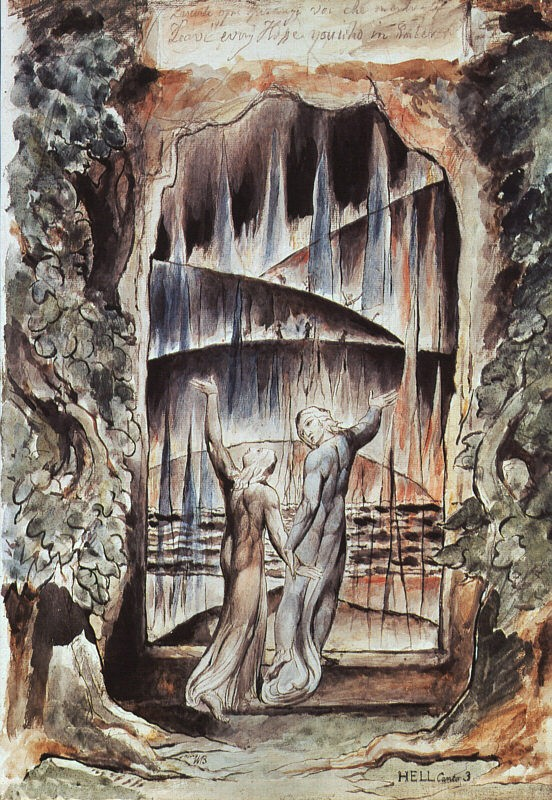
Dante e Virgílio nos portões do Inferno, A Divina Comédia.

Blake escreveu e ilustrou mais de vinte livros, incluindo "O livro de Jó" da Bíblia, "A Divina Comédia" de Dante Alighieri — trabalho interrompido pela sua morte — além de títulos de grandes artistas britânicos de sua época. Muitos de seus trabalhos foram marcados pelos seus fortes ideais libertários, principalmente nos poemas do livro Songs of Innocence and of Experience ("Canções da Inocência e da Experiência"), onde ele apontava a igreja e a alta sociedade como exploradores dos fracos.
No primeiro volume de poemas, Canções da inocência (1789), aparecem traços de misticismo. Cinco anos depois, Blake retoma o tema com Canções da experiência estabelecendo uma relação dialética com o volume anterior, acentuando a malignidade da sociedade. Inicialmente publicados em separado, os dois volumes são depois impressos em Canções da inocência e da experiência — Revelando os dois estados opostos da alma humana.
William Blake expressa sua recusa ao autoritarismo em Não há religião natural e Todas as religiões são uma só, textos em prosa publicados em 1788. Em 1790, publicou sua prosa mais conhecida, O matrimônio do céu e do inferno, em que formula uma posição religiosa e política revolucionária na época: "a negação da realidade da matéria, da punição eterna e da autoridade"
(...) Ver o mundo em grão de areia
e o céu em uma flor silvestre,
sustentar o infinito na palma da mão
e a eternidade em uma hora.(...)
 "Augúrios de Inocência"
Apesar de seu talento, o trabalho de gravador era muito concorrido em sua época, e os livros de Blake eram considerados estranhos pela maioria. Devido a isto, Blake nunca alcançou fama significativa, vivendo muito próximo à pobreza.

### Principais obras
- Poetical Sketches (1783)
- There is no Natural Religion (1788)
- All Religions Are One (1788)
- Songs of Innocence (1789)
- Book of Thel (1789)
- The French Revolution: A Poem in Seven Books (1791)
- Original Stories from Real Life, de Mary Wollstonecraft (1791) (ilustrações)
- A Song of Liberty (1792)
- The Marriage of Heaven and Hell (1793)
- Visions of the Daughters of Albion (1793)
- America, A Prophecy (1793)
- Songs of Experience (1794)
- Songs of Innocence and of Experience (1794)
- Europe, a Prophecy (1794)
- The Book of Urizen (1794)
- The Song of Los (1794)
- The Book of Ahania (1795)
- The Book of Los (1795)
- Night Thoughts, de Edward Young (1797) (ilustrações)
- Milton (1804)
- The Grave, de Robert Blair (1808) (ilustrações)
- Everlasting Gospel (1818)
- Jerusalem (1820)
- The Ghost of Abel (1822)
- Dante's Divine Comedy (1825) (ilustrações)
- O livro de Jó da Bíblia (1826) (ilustrações)
- O Fantasma de uma Pulga (pintura)

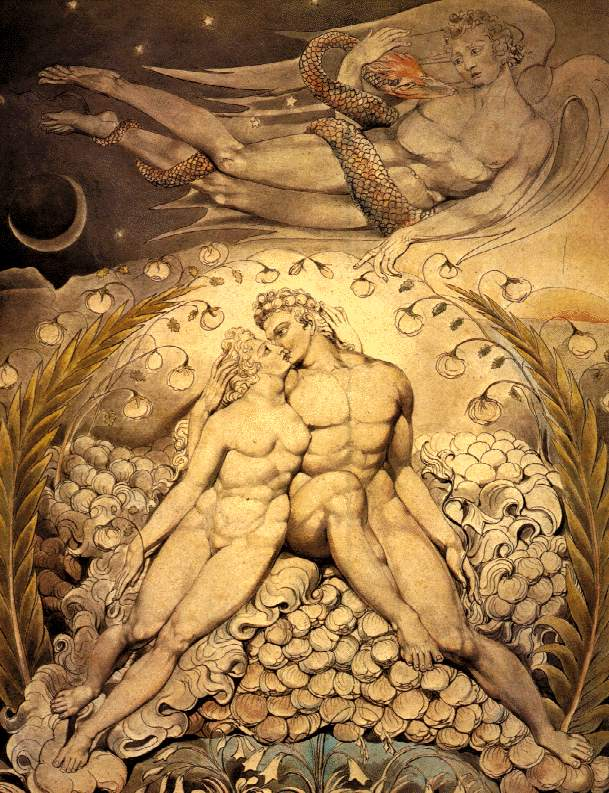
Satã observando o amor de Adão e Eva, Mus. de Belas-Artes - Boston
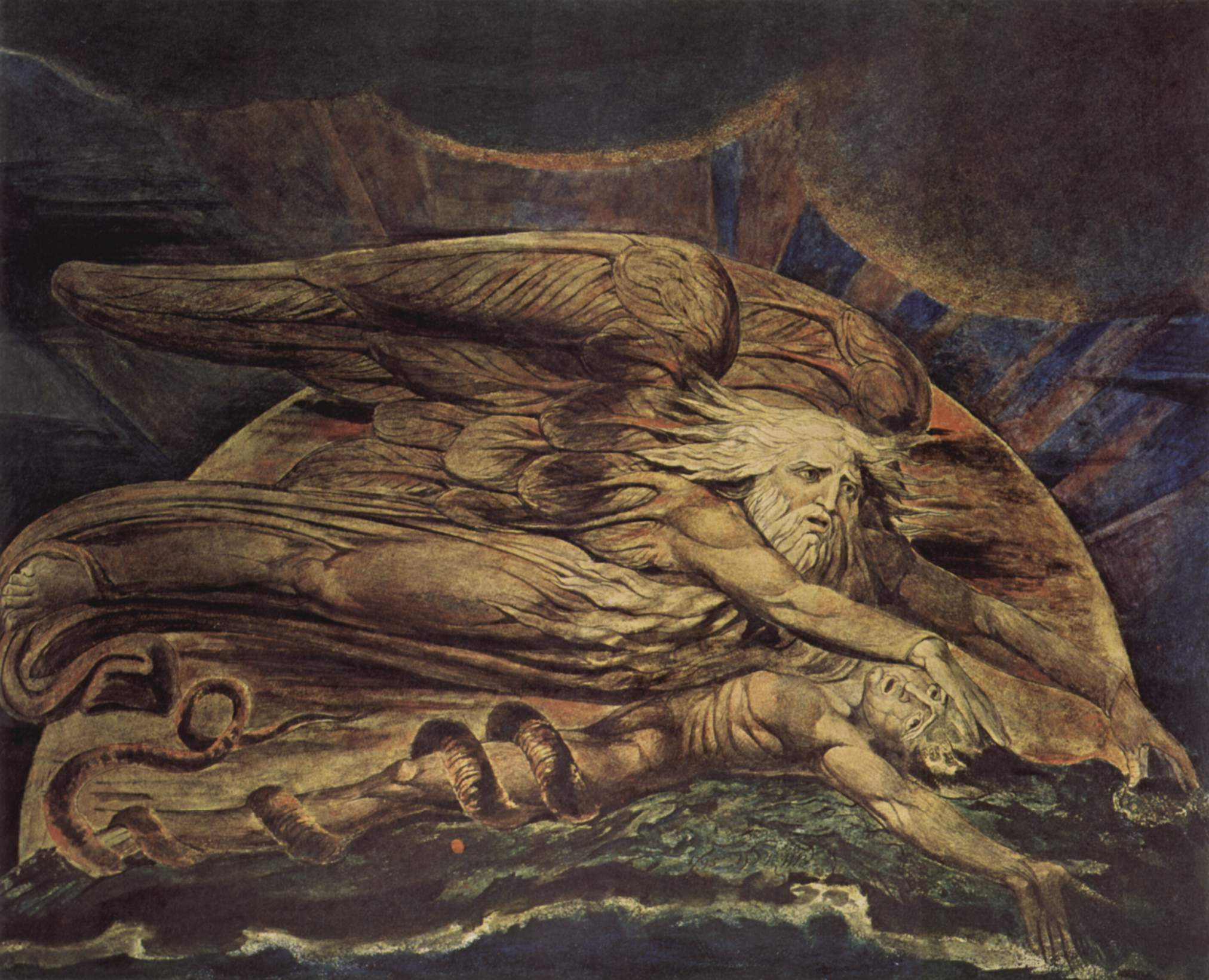
A criação de Adão, Tate Gallery - Londres
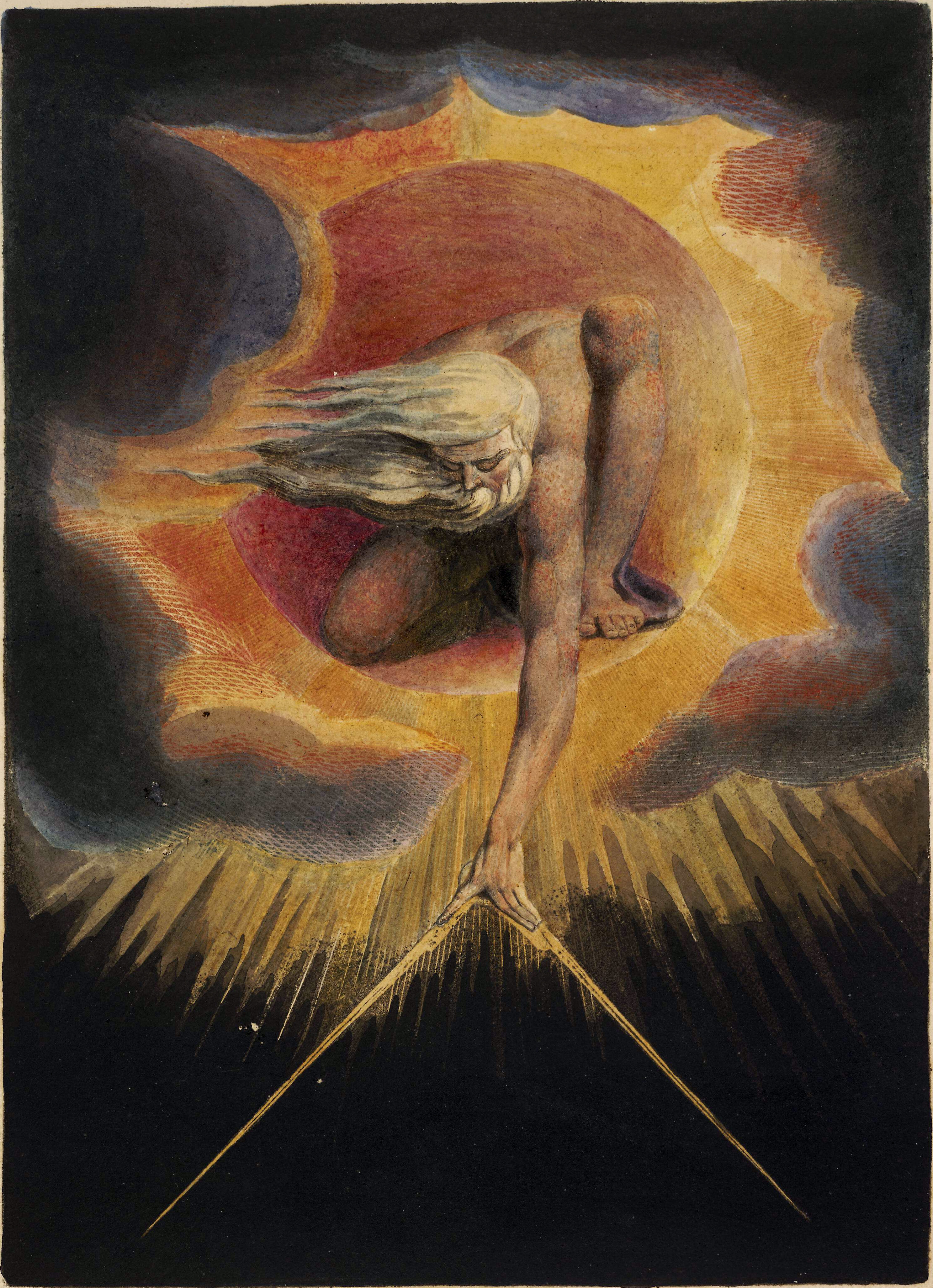
O Eterno, Whitworth Art Gallery - Univ. de Manchester
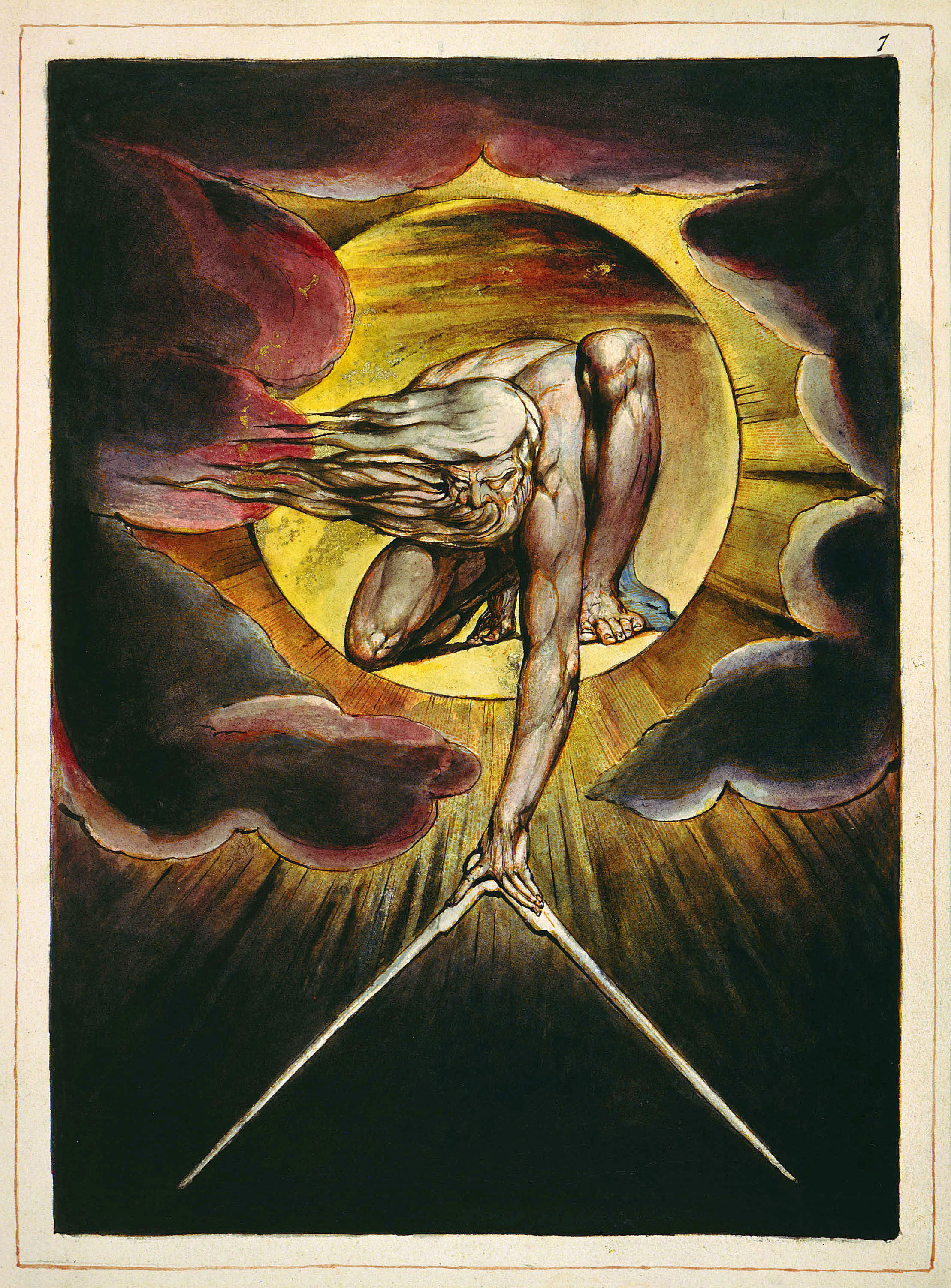
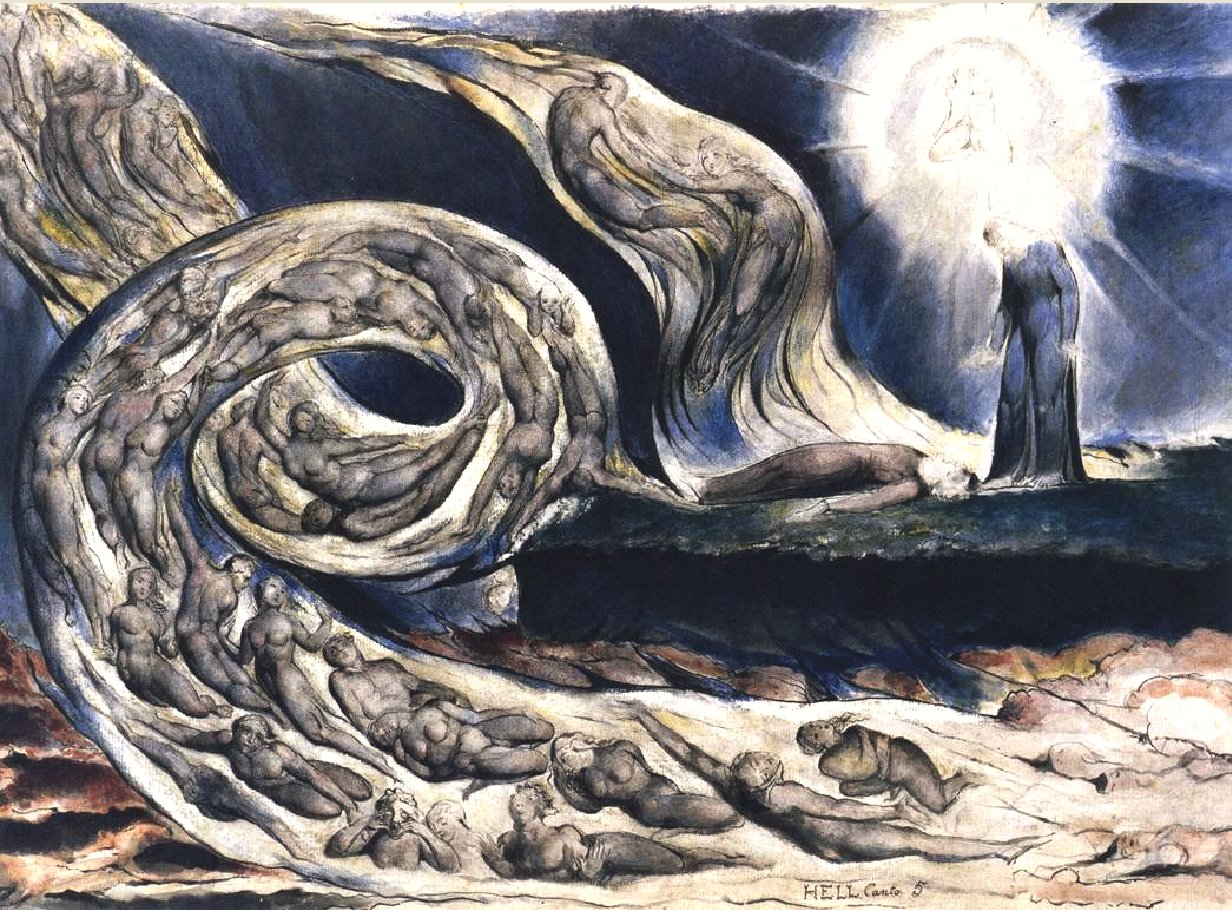
O círculo da luxúria: Paolo e Francesca, A Divina Comédia

## Morte

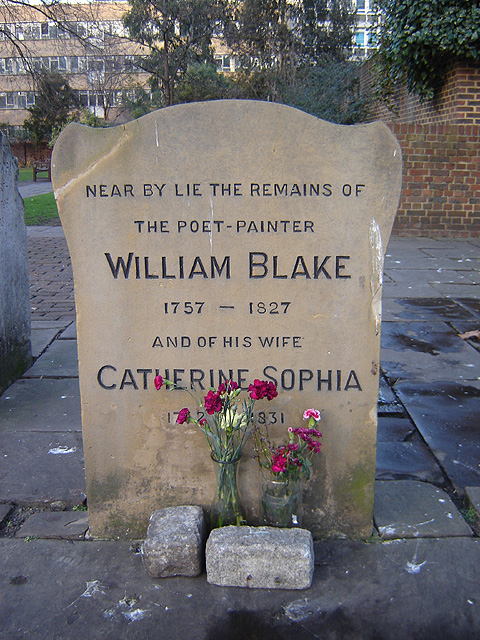
Monumento próximo ao túmulo sem marca de Blake.

No dia de sua morte, Blake trabalhava exaustivamente em A Divina Comédia de Dante Alighieri, apesar da péssima condição física que culminaria no seu fim. Seu funeral, bastante humilde, foi pago pelo responsável pelas ilustrações do livro, e apesar de sua situação financeira constantemente precária, Blake morreu sem dívidas.
Hoje Blake é reconhecido como um santo pela Igreja Gnóstica Católica, e o prêmio Blake Prize for Religious Art (Prêmio Blake para Arte Sacra) é entregue anualmente na Austrália em sua homenagem.

### Traduções
- O Fantasma de Abel/The Ghost of Abel, Juliana Steil (trad.),  (n.t.) Revista Literária em Tradução, nº 1 (set/2010), Fpolis/Brasil, ISSN 2177-5141